# رایبوسیکلیب
رایبوسیکلیب (انگلیسی: Ribociclib) با نام تجاری Kisqali، یک داروی بازدارندهٔ سایکلین دی۱/CDK4 و CDK6 است که برای درمان برخی از انواع سرطان پستان به‌کار می‌رود. این دارو برای استفاده در برخی از سرطان‌های دیگر مقاوم‌به‌دارو در دست بررسی است. رایبوسیکلیب توسط شرکت‌های نوارتیس و آستکس ساخته شده‌است.

## استفادهٔ پزشکی
رایبوسیکلیب در مارس ۲۰۱۷ توسط سازمان غذا و داروی آمریکا و در اوت ۲۰۱۷ توسط آژانس دارویی اروپا به‌منظور درمان سرطان‌های پیشرفتهٔ پستان از نوع «HR مثبت و HER2 منفی» در ترکیب با یک داروی مهارکنندهٔ آروماتاز (همچون لتروزول) تأیید شد.
در کارآزمایی‌های بالینی پیش از تأیید، رایبوسیکلیب به میزان قابل توجه و زیادی «بقای بدون بیماری» (PFS) را افزایش داد. بیمارانی که پلاسیبو به همراه لتروزول دریافت‌داشته بودن، ۱۶ ماه و آنهایی که ترکیب رایبوسیکلیب و لتروزول
را دریافت کردند ۲۵ ماه «بقای بدون بیماری» (PFS) داشتند. این آمار دربرگیرندهٔ اطلاعات به‌دست آمده تا ژانویهٔ ۲۰۱۷ است و این مطالعه تا سپتامبر ۲۰۲۰ ادامه خواهد داشت.

## عوارض جانبی
شایع‌ترین عارضهٔ جانبی که در مطالعات اولیه مشاهده شد، کاهش یاخته‌های خونی، به‌ویژه نوتروپنی بود (۷۵٪ در مقابل ۵٪ در دریافت‌کنندگان پلاسیبو). کم‌خونی یک دیگر از عوارض شایع گزارش شده‌است (۱۸٪ در مقابل ۵٪). سایر عوارض شایع شامل عوارض گوارشی همچون تهوع (۵۲٪ در مقابل ۲۹٪) و اسهال (۳۵٪ در مقابل ۲۲٪) و ریزش مو (۳۳٪ در مقابل ۱۶٪) است. رایبوسیکلیب احتمال بروز سندرم کیوتی را افزایش می‌دهد و سطح آنزیم‌های کبدی آلانین آمینوترانسفراز و آسپارتات ترانس‌آمیناز را بالا می‌برد.

## تداخل‌های دارویی
از آنجایی که رایبوسیکلیب بیشتر توسط آنزیم کبدی CYP3A4 شکسته و تجزیه می‌شود، هر ماده‌ای که این آنزیم را مهار کند، سبب خواهد تا سطح دارویی رایبوسیکلیب در بدن بالا برود و احتمال بروز عوارض جانبی و سمی آن بیشتر شود. مثال‌هایی از این مهارکننده‌های CYP3A4 عبارتند از: کتوکونازول و داروهای ضد قارچِ مشابه، ریتوناویر، کلاریترومایسین، گریپ‌فروت. بالعکس داروهایی همچون ریفامپین و گل راعی که موجب القا و تشدید فعالیت CYP3A4 می‌گردند، باعث افت سطح خونی رایبوسیکلیب می‌شوند.
رایبوسیکلیب خودش یک بازدارندهٔ متوسط تا شدید آنزیم کبدی CYP3A4 است و موجب افزایش سطح داروهایی گردد که توسط این آنزیم تجزیه می‌شوند، مثل میدازولام. رایبوسیکلیب همچنین تعدادی از پروتئین‌های حامل دارو را نیز مهار می‌کند و در نتیجه، به‌لحاظ تئوریک حمل‌ونقل برخی داروها را مختل می‌کند. رایبوسیکلیب اثرات تشدیدکنندهٔ برخی داروهای ضدآریتمی، کلاریتروماسین و هالوپریدول بر روی زمان QT در چرخهٔ الکتریکی قلب را تقویت می‌کند.

## پژوهش
تا ماه سپتامبر ۲۰۱۷ میلادی، رایبوسیکلیب در فاز ۲ کارآزمایی بالینی برای استفاده در سرطان‌های لیپوسارکوما، سرطان مخاط رحم و تومورهای نوروآندوکرین از دهان تا دوازدهه است.

## شیمی
رایبوسیکلیب به‌صورت نمک تارترات استفاده می‌شود و یک پودر زرد متمایل به قهوه‌ای و اندکی نم‌بین است که در اسیدهای آبی قابل حل است.